# Kathleen Moore Knight
Pour les articles homonymes, voir Knight.
Kathleen Moore Knight, née le 19 mai 1890 au Massachusetts et décédée le  30 juillet 1984, dans le village de Tisbury sur l’île de Martha's Vineyard, Massachusetts, est un auteur américain de roman policier.  Elle a également signé quelques œuvres policières du pseudonyme Alan Amos.

## Biographie
Elle amorce sa carrière littéraire avec la publication de Qui a éteint le gaz ?, le premier de quelque quinze romans policiers ayant pour héros Elisha Macomber, un détective amateur qui rappelle le Asey Mayo de Phoebe Atwood Taylor.  Tout comme dans les romans de cette dernière, plusieurs des intrigues de la série de Kathleen Moore Knight se déroulent dans les environs de Cape Cod sur la Côte Est des États-Unis. Les récits des tout derniers titres ont même pour décor l’île de Martha's Vineyard, où résidait l’auteur.  
Dans quelques opus de la série Macomber, mais surtout dans les romans sans héros récurrent et les titres signés Alan Amos, Kathleen Moore Knight choisit des cadres plus exotiques, notamment l’Amérique du Sud et Panama, pour des thrillers parfois centrés sur des complots nazis, du moins dans les ouvrages publiés pendant la Deuxième Guerre mondiale.
Elle a enfin donné quatre whodunits classiques mettant en scène Margot Blair, cofondatrice de l'agence de relations publiques Norman & Blair.

## Œuvre

### Romans

#### SérieElisha Macomber
- Death Blow Out the Match (1935) Publié en français sous le titre Qui a éteint le gaz ?, Paris, Librairie des Champs-Élysées, coll. « Le Masque » no 637, 1954
- The Clue of the Poor Man’s Shilling ou The Poor Man’s Shilling (1936)
- The Wheel That Turned ou Murder Greets Jean Holton (1936)
- Seven Were Veiled ou Seven Were Suspect ou Death Wear a Veil (1937)
- The Tainted Token ou The Case of the Tainted Token (1938)
- Acts of Black Night (1938)
- Death Came Dancing (1940)
- The Trouble at Turkey Hill (1946)
- Footbridge to Death (1947)
- Bait for Murder (1948)
- The Bass Derby Murder (1949)
- Death Goes to a Reunion (1952)
- Valse Macabre (1952)
- Akin to Murder (1953) Publié en français sous le titre Bien mal acquis, Paris, Librairie des Champs-Élysées, coll. « Le Masque » no 493, 1955; réédition, Paris, Librairie des Champs-Élysées, coll. « Club des Masques » no 206, 1974
- Three of Diamonds (1953)
- Beauty is a Beast (1959)

#### SérieMargot Blair
- Rendezvous with the Past (1940)
- Exit a Star (1941)
- Terror by Twilight (1942)
- Design in Diamonds (1944) Publié en français sous le titre Les Diamants de Katrien Broek, Paris, La Nouvelle Édition, coll. « Nuits blanches » no 1, 1946

#### Autres romans
- Bells for the Dead (1942)
- Trademark of a Traitor (1943)
- Intrigue for Empire ou Murder for Empire (1944)
- Port of Seven Strangers (1945) Publié en français sous le titre Sept étrangers, Paris, Nicholson & Watson, coll. « La Tour de Londres » no 8, 1947
- The Blue Horse of Taxco (1947)
- Dying Echo (1949) Publié en français sous le titre Sinistre Écho, Paris, Librairie des Champs-Élysées, coll. « Le Masque » no 533, 1956
- The Silent Partner (1950)
- Birds of ill Omen (1951)
- High Rendezvous (1954) Publié en français sous le titre Rendez-vous sur les cimes, Paris, Librairie des Champs-Élysées, coll. « Le Masque » no 520, 1955 ; réédition, Paris, Librairie des Champs-Élysées, coll. « Club des Masques » no 119, 1971
- The Robineau Look ou The Robineau Murder (1955) Publié en français sous le titre Le Clan Robineau, Paris, Librairie des Champs-Élysées, coll. « Le Masque » no 544, 1956; réédition, Paris, Librairie des Champs-Élysées, coll. « Club des Masques » no 189, 1973
- They’re Going to Kill Me (1956)
- A Cry in the Jungle (1958)
- Invitation to Vengeance (1960)

#### Autres romans signés Alan Amos
- Pray for a Miracle ou Jungle Murder (1941)
- Borderline Murder (1947) Publié en français sous le titre Crimes en zig-zag, Paris, Éditions des Loisirs, Le Yard no 57, 1953 ; réédition, Paris, Éditions Le Sillage, coll. « Super Yard » no 24, 1953
- Panic in Paradise (1951)  Publié en français sous le titre La Casa Paraiso, Paris, Librairie des Champs-Élysées, coll. « Le Masque » no 455, 1953
- Fatal Harvest (1957) Publié en français sous le titre Sucre de canne, Paris, Librairie des Champs-Élysées, coll. « Le Masque » no 630, 1958

### Nouvelles
- Moon Over the Andies (1938)
- Death Came Dancing (1940)
- Without Benefit Camera (1944), longue nouvelle publiée dans Black Mask
- Stream Sinister (1945)

## Sources
- Jacques Baudou et Jean-Jacques Schleret, Le Vrai Visage du Masque, vol. 1, Paris, Futuropolis, 1984, 476 p. (OCLC 311506692), p. 269-270.
- Claude Mesplède (dir.), Dictionnaire des littératures policières, vol. 2 : J - Z, Nantes, Joseph K, coll. « Temps noir », 2007, 1086 p. (ISBN 978-2-910-68645-1, OCLC 315873361), p. 108.
- (en) John M. Reilly (Ed.), Twentieth-Century Crime and Mystery Writers, New York, St. Martin's Press, coll. « Twentieth-century writers of the English language », 1982 (réimpr. 1991), 2e éd., 1568 p. (ISBN 978-0-312-82417-4, OCLC 6688156).